# Dadapkuning
Dadapkuning is een bestuurslaag in het regentschap Gresik van de provincie Oost-Java, Indonesië. Dadapkuning telt 1457 inwoners (volkstelling 2010).